# Юкстагломерулярные клетки

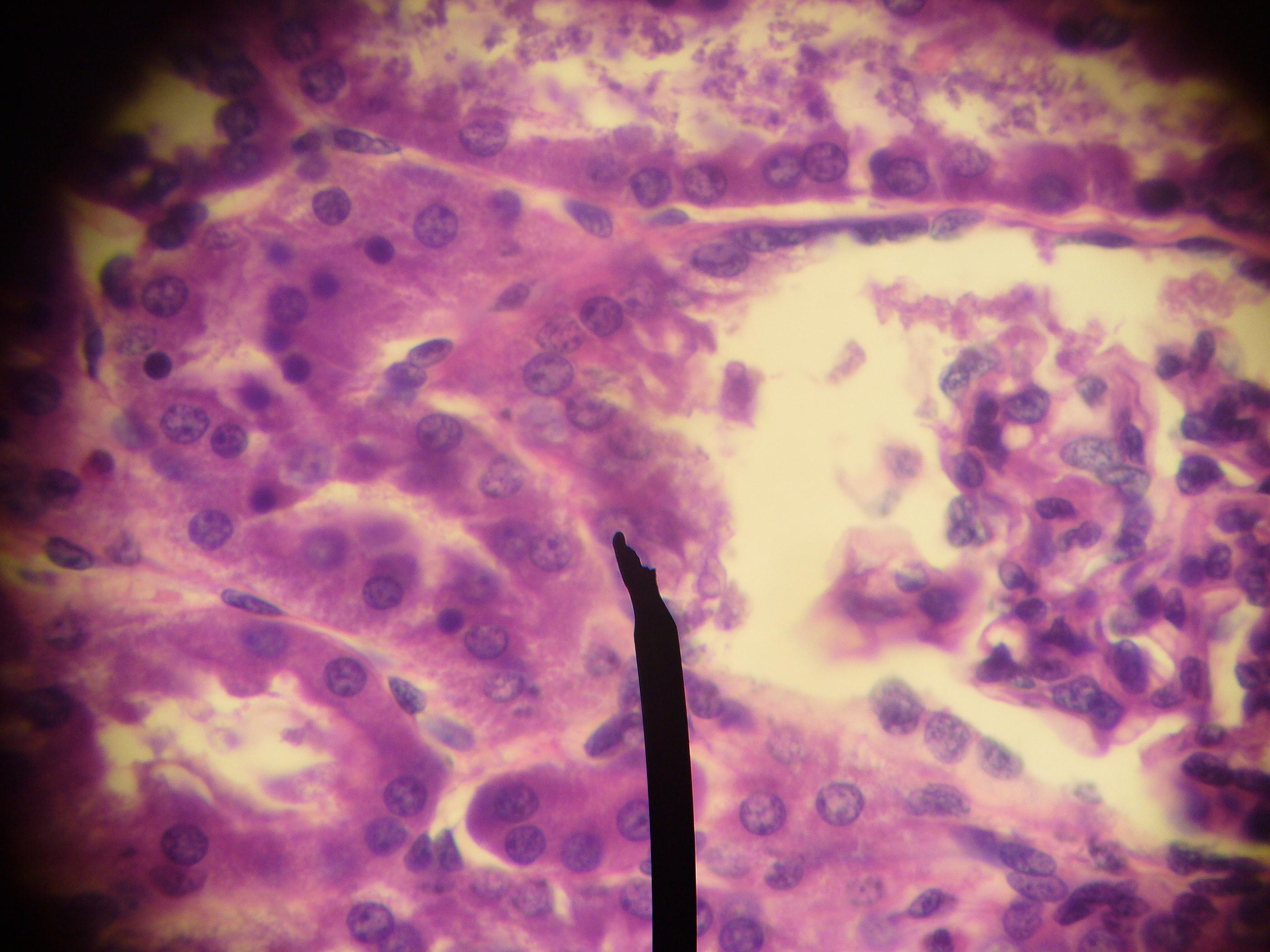
юкстагломерулярные клетки

Юкстагломерулярные клетки (известные также как гранулярные клетки — за огромное количество гранул в цитоплазме) в почке отвечают за синтез, хранение и секрецию фермента ренина, а также эритропоэтина. Выброс ренина происходит в ответ на различные сигналы: стимуляция адреналином, уменьшение абсорбации хлорида натрия, а также уменьшение кровяного давления в клубочке.

## Гистология
Юкстагломерулярные клетки являются специализированными клетками гладкой мускулатуры, утратившей способность к сокращению, и находятся в стенке приносящей артериолы. Характерной особенностью юкстагломерулоцитов является большое количество структурно-гетерогенных секреторных гранул в их цитоплазме. Гранулы контактируют с эндоплазматическим ретикулумом, митохондриями и ядром. Все гранулы ограничены одинарной мембраной, но различаются по своей внутренней структуре. По этому признаку можно выделить три типа гранул:
| типы матрикса | состав матрикса                                |
| ------------- | ---------------------------------------------- |
| тип I         | аморфный хлопьевидный                          |
| тип II        | крупнозернистый разреженный                    |
| тип III       | гомогенный или мелкозернистый электроноплотный |

Полиморфизм различных типов гранул отражает основные фазы секреторного цикла в образовании юкстагломерулярными клетками фермента ренина.

## Функции
Клетки, синтезируя ренин, играют ключевую роль в ренин-ангиотензиновой системе и авторегуляции систем почки. Юкстагломерулярные клетки также принимают участие в выработке эритропоэтина — фактора, стимулирующего образование эритроцитов.